# Sidera Lodoicea
Sidera Lodoicea  ali Ludvikove zvezde je ime, ki ga je Giovanni Domenico Cassini dal štirim Saturnovim lunam, ki jih je odkril v letih 1671, 1672 in 1684. Odkritja je objavil v delu Découverte de deux nouvelles planètes autour de Saturne leta 1673 in v reviji Journal des sçavans leta 1686.
Saturnove lune, ki jih je odkril, je v čast kralja Ludvika XIV. Francoskega (ki je vladal od 1643 do 1715) imenoval Sidera Lodoicea, kar pomeni Ludvikove zvezde (sidus je po latinsko zvezda, Lodoicus pa je latinska oblika imena Louis).
Cassini se je zgledoval po Galileu, ki je štiri odkrite Jupitrove lune imenoval po Medičejcih z imenom Sidera Medicea. Sedaj te satelite imanujemo Galilejevi sateliti
Danes imajo Ludvikove zvezde naslednja imena :
- Japet (odkrit 25. oktobra 1671)
- Rea (odkrita 23. decembra 1672)
- Tetija (odkrita 21. marca 1684)
- Diona (odkrita 21. marca 1684)

- Japet
- Rea
- Tetija
- Diona